# دوده (ژن)

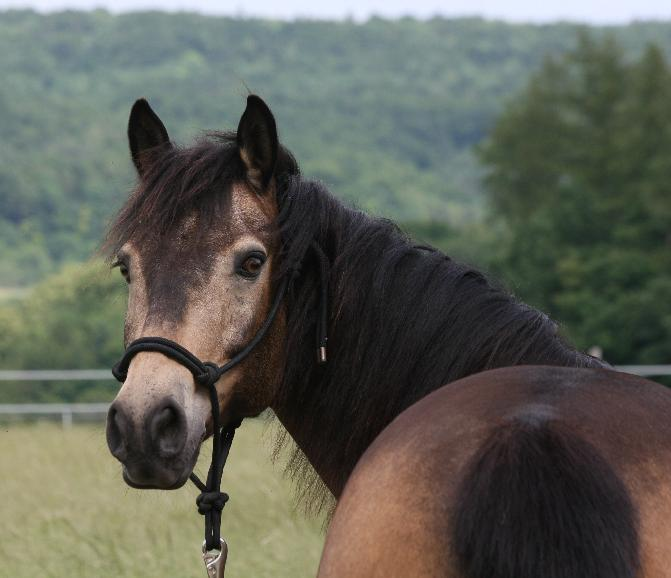
این پوست دوده‌ای، ماسک چهره تیره و غلظت موهای تیره را در امتداد خط بالایی نشان می‌دهد

رنگ کت اسب که دارای ویژگی دوده‌ای است با موهای سیاه یا تیره‌تر مخلوط‌شده در کت اسب مشخص می‌شود که معمولاً در امتداد خط رویی اسب متمرکز شده و در قسمت زیرین کمتر دیده می‌شود. فرض بر این است که دوده یک صفت ارثی است، اگرچه مکانیسم ژنتیکی دقیق، یا مجموعه‌ای از مکانیسم‌ها، به خوبی درک نشده‌است.
در بیشتر موارد، کت‌های دوده‌ای سایه‌های روشنی از خود نشان می‌دهند. ناحیه پشتی تیره‌تر از ناحیه شکمی است. با این حال، به نظر می‌رسد که برخی از اشکال قسمت‌های پایین‌تر تیره‌تری تولید می‌کنند. «پشتی کاذب» یا «پشتی متقابل» می‌تواند نوار پشتی مرتبط با اسب‌های سمندی را تقلید کند و با ویژگی دوده‌ای مرتبط است. گسترده‌ترین حالت دوده، گچ‌گیری تیره و غالباً داپلی‌شده ایجاد می‌کند که از خط بالایی به سمت پایین می‌رود. بسیاری از اسب‌های دارای ویژگی دوده، ماسک تیره‌تری روی قسمت‌های استخوانی صورت دارند.
زمانی تصور می‌شد که ویژگی دوده‌ای عامل تبدیل شاه بلوط به شاه بلوط کبدی است، اما مشخص نیست که به‌طور یکنواخت پوشش را تیره می‌کند. صفت دوده مسئول بسیاری از کهرهای تیره است و به‌ویژه تأثیر مشخصی بر روی پوست‌های سیاه و پالومینو پوست سیاه (اسب) دارد.
اگرچه این صفت «ژن دوده» نامیده می‌شود، اما شرایط مشابه تیره شدن پوشش مورد مطالعه در موش نشان می‌دهد که تیره شدن پوشش یک صفت چندژنی است. درست مانند اسب‌ها، درجه دوده در موش‌ها بسیار متفاوت است. برخی از افراد دارای موهای تیره‌تری هستند که یک خط پشتی را تشکیل می‌دهند، در حالی که برخی دیگر دارای دوده شدید در سرتاسر آن هستند. تجزیه و تحلیل آماری از ۱۳۶۹ فرزندان پنج اسب نر فرانچ-مونتاگن نشان داد که سایه‌های تیره‌تر شاه بلوط و خلیج ممکن است از یک حالت وراثت مغلوب پیروی کنند.
اسب‌هایی که هیچ اثر دوده‌ای ندارند، «پوشش شفاف» نامیده می‌شوند.